# 錢昌頤
錢昌頤（?—?），江蘇省如皋縣人，清末官员。
光緒二十九年，辛丑壬寅併科會試第288名；光緒三十年（1904年），殿試登進士三甲第59名，分發為知縣。任湖北宣恩县知县，清末致仕回乡。